# センチメンタルジャーニー (アニメ)
『センチメンタルジャーニー』は、1998年4月9日から同年7月2日までテレビ東京で全12回にわたって放送されていた日本のテレビアニメ作品、およびそれを元に制作されたバンプレストのプレイステーション用ゲームソフト。いずれも『センチメンタルグラフティ』を原作とし、その設定を元にしたオリジナル作品である。
本作品は、ゲーム『センチメンタルグラフティ』の主人公に当たる少年と再会する1年前の各ヒロインの姿を描くオムニバス形式のアンソロジー作品となっており、少年は思い出の中でのみの登場となっている。主人公はゲーム本編における主人公（少年）ではなく、各ヒロインとなっている。そのため、主人公が毎回変わるという点において、近年のアニメでは珍しい作品となっている。

## 登場人物
遠藤 晶（えんどう あきら）
声 - 鈴木麗子
誕生日：10月31日 / 星座：天秤座 / 身長：168 cm / スリーサイズ：83/58/83
EPISODE 1 〜少女のためのヴァイオリン・ソナタ〜
遠藤晶は、とあるヴァイオリンのコンテストが2位に入賞する。しかし、晶はこれを機にヴァイオリンをやめてしまおうと決意する。晶はコンテストの優勝に、中学時代の思い出の彼に会えることを、願かけしていたのだった。コンテストでピアノの伴奏をしてくれたドイツ人の男性は、晶の才能に強く惹かれ、何とかもう一度、彼女にヴァイオリンを弾かせようとするが…。
松岡 千恵（まつおか ちえ）
声 - 米本千珠
誕生日：11月23日 / 星座：蠍座 / 身長：162 cm / スリーサイズ：88/57/87
EPISODE 2 〜書けないラブソング〜
松岡千恵はバンドのボーカルで、作詞を担当している。しかし、過去のつらい失恋から立ち直れず、二度と恋愛をしないと決意し、ラヴソングすら書けなかった。だが、いつしかバンドのメンバーの隆に恋愛感情を持ち始める千恵。その想いを伝えることもできず、隆がラヴソングを録音したMDを、他の女性に渡しているのを、千恵は目撃してしまう。
七瀬 優（ななせ ゆう）
声 - 西口有香
誕生日：12月18日 / 星座：射手座 / 身長：160 cm / スリーサイズ：85/56/85
EPISODE 3 〜星降る夜の天使〜
芹沢琴音は深夜の急行列車で、七瀬優と出会う。酔っぱらった琴音は、昔の男の愚痴を言いながら優に絡むが、まっすぐな性格の優は、誰にでもピュアな心があると信じていた。琴音は優が言う、ピュアな愛の証拠を見るために、優について、宮島に流星を見に行く。しかし、宮島には台風が接近していて、とても流星など見られるはずもなかった……。
杉原 真奈美（すぎはら まなみ）
声 - 豊嶋真千子
誕生日：3月12日 / 星座：魚座 / 身長：158 cm / スリーサイズ：78/56/81
EPISODE 4 〜微熱少女〜
病弱な杉原真奈美は、自分の病が治らないことを耳にしてしまう。真奈美は昔、少年に自分の書いたポエムを褒められたことを思い出し、残された時間で100のポエムを集めた詩集を作ることを決意する。しかし、ポエムを書くごとに募っていく、やるせない思いに泣きながら日々を過ごす真奈美。どんなにつらい思いをしても生きたいと決意するが……。
森井 夏穂（もりい かほ）
声 - 満仲由紀子
誕生日：4月19日 / 星座：牡牛座 / 身長：162 cm / スリーサイズ：83/58/84
EPISODE 5 〜友情の通天閣スペシャル〜
森井夏穂は陸上部でリレーの選手に選ばれる。夏穂は走る前に、小学生の頃好きだった少年に渡せなかった、バトンを拝むおまじないをするのが習慣だった。夏穂は少年への想いが走る原動力だと思っていたが、親友の恭子からそれが原因でタイムが伸びないのだと指摘される。思い出を大切にしたいが、友情も大切にしたい夏穂。名物お好み焼き「通天閣スペシャル」にかけられた友情が見所。
綾崎 若菜（あやさき わかな）
声 - 小田美智子
誕生日：9月16日 / 星座：乙女座 / 身長：165 cm / スリーサイズ：84/57/85
EPISODE 6 〜莫煩悩〜
綾崎若菜は弓道場で矢を射ったときの邪心に気付き、それを消したくて、父の友人でもある、天竜寺の和尚・玄岳のもとをたずねる。若菜は煩悩のままに人を愛することは悪しきことと思い、その心を取り除きたいのだと言う。玄岳は煩悩とは何なのか、人を愛することがどういうことなのか、長くに渡って話をする。小学生の頃の淡い思い出を消せず、また消したくないという葛藤に綾菜は悩む。
山本 るりか（やまもと るりか）
声 - 今野宏美
誕生日：8月22日 / 星座：獅子座 / 身長：165 cm / スリーサイズ：82/56/84
EPISODE 7 〜中部戦線異状あり!〜
山本るりかは小学生の頃、クラスで大切にしていたアンモナイトの標本を割ってしまい、「一緒にあやまろう」と言ってくれた少年に罪をかぶせたまま、少年と別れてしまった。それ以来、ウソは付かないと誓うのだが。ひょんなことから、双子の兄の代わりに、女の子とデートすることになる。罪悪感を感じながらも、彼女に打ち上げられず…。るりかの男装、ラストシーンが注目される。
星野 明日香（ほしの あすか）
声 - 岡本麻見
誕生日：6月21日 / 星座：双子座 / 身長：153 cm / スリーサイズ：80/60/86
EPISODE 8 〜Dreams will never die〜
現在の女子高生に希望を持てなくなった有名芸能プロデューサーと古伊万里の皿を賭けて、今時の女子高生を代表した星野明日香をオーディションに合格させることになった田崎。明日香は事態を把握せず、簡単に引き受けてしまう。厳しいレッスンが続くが、明日香は次第にマナーを身に付け、田崎も自信を持って当日を待った。しかし、当日の会場に明日香の姿はなかった。
保坂 美由紀（ほさか みゆき）
声 - 牧島有希
誕生日：2月16日 / 星座：水瓶座 / 身長：166 cm / スリーサイズ：85/58/84
EPISODE 9 〜私らしく明日へ〜
保坂美由紀は呉服屋の跡取り娘。しかし美由紀自身は絵の勉強もしたくて、自分の進むべき道に迷う。ある日突然、お見合話が持ち上がる。結婚してこのまま家を継ぐ決心が付かず、お見合を断ったのだが、母親に騙され、お見合相手に会うことに。彼と話をしているうちに、自分が本当に好きなモノは何なのか、自分はどうすべきかに気づく。美由紀の周りのキャラが結末のカギとなる。
永倉 えみる（ながくら えみる）
声 - 前田愛
誕生日：7月20日 / 星座：蟹座 / 身長：154 cm / スリーサイズ：80/58/83
EPISODE 10 〜はてしない物語〜
永倉えみるはオカルト現象を信じる純粋な女の子。昔の想いを詰め込んだタイムカプセルのラムネ瓶を、旧校舎の取り壊しから守るため、１人で工事現場に現れる。そこには旧校舎の霊がいて、取り壊される自分の体の代わりに、えみるに乗り移ろうとする。えみるは「大切な思い出の詰まった旧校舎が自分の中に残るなら」と受け入れてしまう。幼い頃の無邪気さいっぱいの"えみる語"も炸裂。
安達 妙子（あだち たえこ）
声 - 岡田純子
誕生日：1月19日 / 星座：山羊座 / 身長：158 cm / スリーサイズ：84/59/86
EPISODE 11 〜ほろにがトライアングル〜
安達妙子は夢見がちで、少女マンガを読んでは恋に恋していた。そんな妙子は自分の幼なじみの哲郎と彼を想う親友の千草の２人をくっつけようと企むが、哲郎には好きな子がいる様子。どうやら千草と哲郎、それに妙子を加えた三角関係。妙子は千草を気にしながらも哲郎を意識し始め…妙子の微妙な心理変化が恋の行方を左右する？
沢渡 ほのか（さわたり ほのか）
声 - 鈴木麻里子
誕生日：5月14日 / 星座：牡牛座 / 身長：160 cm / スリーサイズ：79/56/80
EPISODE 12 〜ほのかな恋の物語〜
沢渡ほのかは好きだった少年に宛てた手紙を毎日書くが、いまだに出せずじまい。男の人が苦手なほのかが唯一話せる男性は、大学教授をしている父親だけ。しかし、その父親が大学の研究生と浮気しているという噂を聞く。ほのかは父親だけはと信じていた分ショックを受け、男性に対する嫌気感がいっそう強まってしまう。ほのかを見守るポストマンの存在も大きなポイントになる。

## スタッフ
- 原作 - マーカス
- 原案 - 窪田正義
- 監督・シリーズ構成 - 片山一良
- 脚本 - 荒川稔久
- キャラクター原案 - 甲斐智久、丞久幸宏
- キャラクターデザイン - 平山まどか
- ビジュアルディレクター - さとうけいいち
- 美術監督 - 朝倉千登勢
- 色彩設計 - 中里智恵
- 撮影監督 - 古林一太
- 編集 - 森田清次
- 音響監督 - 溝口綾
- 音楽 - 濱田智之
- プロデューサー - 西村浩哉、赤崎義人
- 製作協力 - 三菱商事、バンプレスト
- 企画・製作 - サンライズ

## 主題歌
オープニングテーマ「天使にあいたくて」
作詞 - 六月十三 / 作曲 - 田島浩二 / 歌 - 渡辺かおる
エンディングテーマ「Keep On Smile」
作詞 - 渡辺かおる / 作曲 - 田島浩二 / 歌 - 渡辺かおる

## 各話リスト
ゲーム『センチメンタルグラフティ』本編の主人公に当たる「少年」役は第4・6・9話では野島健児が、第7話と第10話から第12話では柊美冬が担当。その他の話には台詞が存在しない。
| 放送回 | サブタイトル                         | 絵コンテ | 演出       | 作画監督                           | 主人公 （声優）           | メインゲストキャラ （声優） | 放送日        | 備考 |
| ------ | ------------------------------------ | -------- | ---------- | ---------------------------------- | ------------------------- | --------------------------- | ------------- | --- |
| 第1話  | 〜少女のためのヴァイオリン・ソナタ〜 | 片山一良 | 佐藤育郎   | しんぼたくろう                     | 遠藤晶 （鈴木麗子）       | ピアニスト （土師孝也）     | 1998年 4月8日 | - ピアニストはE.D.テロップでも「ピアニスト」だが、実際にはクラウスという名前があり、放送後に発売された設定資料集とドラマCDのブックレットに名前の記述がある。 |
| 第2話  | 〜書けないラブソング〜               | 木村哲   | 木村哲     | 横手博人                           | 松岡千恵 （米本千珠）     | 井上隆 （堀川亮）           | 4月15日       | - バンドのメンバーには全員に氏名が存在し、エンディングテロップにも記載されているが、そのうちの2名（尾崎裕一・大滝拓郎）は作中で一度も名前が語られない。 |
| 第3話  | 〜星降る夜の天使〜                   | 望月智充 | 西山明樹彦 | 山元浩                             | 七瀬優 （西口有香）       | 芹沢琴音 （三石琴乃）       | 4月22日       | - O.P.で七瀬優が乗車している列車は、その形状や外観の塗装、車内の内装などからJR東海で運用中のキハ40系気動車であると考えられる。 - 急行「きたぐに」の車内で優が読んでいる本は『星の王子様』の原語版である。 - 3話の主人公は優であるが、第3話は全体を通して芹沢琴音の視点で進行している。 - 第3話では琴音が作中の進行ナレーションを務めている。 - 琴音本人は冒頭の坪尻駅にはいないが、坪尻駅についても琴音が語っている。 |
| 第4話  | 〜微熱少女〜                         | 須永司   | 岡本英樹   | 平山まどか 堀井久美                | 杉原真奈美 （豊嶋真千子） | 槙原つぐみ （佐久間レイ）   | 4月29日       | - E.D.テロップで豊島真千子と誤表記されている。 |
| 第5話  | 〜友情の通天閣スペシャル〜           | 杉島邦久 | 佐藤育郎   | しんぼたくろう 中田栄治            | 森井夏穂 （満仲由紀子）   | 檜山恭子 （熊谷ニーナ）     | 5月6日        | |
| 第6話  | 〜莫煩悩〜                           | 片山一良 | 吉村あきら | 横手博人                           | 綾崎若菜 （小田美智子）   | 実相寺玄岳 （野田圭一）     | 5月13日       | - 若菜の祖母と同姓同名の人物が姉妹作品「センチメンタルプレリュード」にて若菜の従姉妹として登場。 |
| 第7話  | 〜中部戦線異状あり!〜                | 吉永尚之 | 西山明樹彦 | 山元浩                             | 山本るりか （今野宏美）   | 今中香澄 （矢島晶子）       | 5月20日       | - 兄の昌宏は、劇中では一卵性双生児の兄となっているが、原作では年齢の異なる年上の兄である。現実世界では一卵性双生児の性別が男女に分かれて生まれることは在り得ない。原作では小学6年の後半に出逢っているが、劇中では小学5年の前半に出逢ったことになっている。 |
| 第8話  | 〜Dreams will never die.〜           | 岡本英樹 | 岡本英樹   | 平山まどか 堀井久美                | 星野明日香 （岡本麻見）   | 田崎竜也 （屋良有作）       | 5月27日       | - O.P.ナレーション担当の島津冴子が役担当（日本舞踊の先生）としても出演している唯一の回。 - 唯一の英字副題であり、第7話終了時の次回予告の際に明日香がこのことに触れている。 - 田崎竜也役の屋良有作は関連作品『卒業I』の番外編『聖羅VICTORY』にて「いかりや」役で出演している。 |
| 第9話  | 〜私らしく明日へ〜                   | 望月智充 | 佐藤育郎   | しんぼたくろう 米山浩平            | 保坂美由紀 （牧島有希）   | 高橋カオル （上田祐司）     | 6月10日       | - 美由紀の台詞によると、姉の他に兄がいることになっているが、原作小説・ゲーム本編では兄は存在しないことになっている。 |
| 第10話 | 〜はてしない物語〜                   | 飯田幸子 | 吉村あきら | 平山まどか 堀井久美 山元浩         | 永倉えみる （前田愛）     | ラムネ瓶 （青野武）         | 6月17日       | - 野武演じる「ラムネ瓶」が作中の進行ナレーションを兼ねる。 |
| 第11話 | 〜ほろにがトライアングル〜           | 飯田幸子 | 岡本英樹   | しんぼたくろう 山元浩              | 安達妙子 （岡田純子）     | 佐々木哲郎 （松野太紀）     | 6月24日       | |
| 第12話 | 〜ほのかな恋の物語〜                 | 片山一良 | 佐藤育郎   | 平山まどか 堀井久美 しんぼたくろう | 沢渡ほのか （鈴木麻里子） | ポストマン （菊池正美）     | 7月1日        | - あおい」はE.D.テロップでの苗字表記は無いが、総一郎から「冬木」という苗字で呼ばれる場面がある。 - 沢渡総一郎役を務めた岸野幸正は、関連作品「卒業」において清華女子高校の校長役を務めている。 - 原作では小学5年の前半に出逢っているが、劇中では小学6年の後半に出逢ったことになっている。 |

## ゲーム
1998年9月23日にバンプレストから発売されたプレイステーション用ゲーム。定価6800円。主人公(プレイヤー)は、幼いころから何度も転校があり合計で12ヵ所をまわった経歴がある。そんな主人公が高校3年生のとき、12の各地で知り合ったヒロインと再交流の旅が始まる…。ジャンルはボードゲームで、12人いるヒロインの中から1人を選び、2人で日本全国を旅するゲーム。4人プレイ可。キャラクターのグラフィックはここまひのデザインによるデフォルメキャラとなっている。
最初に、攻撃・防御・アイテムなどが使用できるカードと旅行プランが書かれたカードが各プレイヤーに5枚ずつ配られてゲーム開始。サイコロを振って移動し、ヒロインがいるマスに止まって旅行プランカードを提示し、OKされれば旅がスタートする。各プランごとに3 - 5箇所設定される目的地を回っていく。目的地に着くとヒロインから好意値とメダルが貰える。旅を楽しむという目的があるため、単に大きなサイの目を出して早上がりすれば良いというわけではなく、到着が早すぎても遅すぎても貰える好意値やメダルが少なくなってしまう。
ヒロインとの旅行中には、その旅の思い出を相合傘に刻むことができるマスがある。他のプレーヤーがそのマスを通過した場合は、ふたりの仲を見せつけたことになり、そのヒロインとの好感度が上昇する。旅行が終了すると、そのヒロインから旅行の感想を聞くことになるが、その時にかけられた言葉によっても好感度が上昇する場合がある。
目的地となる観光名所の他には、良いイベントが起きるマス、悪いイベントが起きるマス、ランダムでイベントが起きるマス、全員参加のイベントが発生するマス、カードがもらえるマス、カードの売買ができるマスなどがある。途中、誰にも誘われていないフリーのヒロインとの鉢合わせを避けたり、原作には登場しないお邪魔キャラ「花子さん」から逃げながら移動する必要もある。
メダルを消費することで移動先のマスを指定したり、振るサイコロを増やしたり、ヒロインごとに設定された固有技を使うことが可能。稼いだ好意値を消費して同行しているヒロインとの相合傘を彫ることが可能で、そこを通過したり止まったりした他プレイヤーがヒロインを連れている場合、好意値を吸い取ることができる。3倍の好意値を消費すれば上書きも可能。また、相合傘に消費した好意値はゲーム終了時に還元される。
ゲーム開始時に設定した人数のヒロインと旅行を終えたプレイヤーが出た時点でゲーム終了。各ヒロインからの感想とボーナス好意値が貰える（誰からも誘われなかったヒロインからはマイナスされることもある）。全員の好意値を総合して一番好意値を稼いだプレイヤーが勝利となる。

## 関連商品

### CD
| 発売日         | タイトル                                                         | 備考             |
| -------------- | ---------------------------------------------------------------- | ---------------- |
| 1998年5月5日   | 天使にあいたくて/Keep On Smile（センチメンタルジャーニーOP&ED）  | CDシングル       |
| 1998年10月21日 | センチメンタルジャーニーBGM全曲集<完全版>                        | サウンドトラック |
| 1998年12月31日 | センチメンタルジャーニー ファイナル・キャラクターコレクションBOX | サウンドトラック |
| 2001年2月23日  | センチメンタルジャーニー ― オリジナルサウンドドラマCD            | ドラマCD         |

### LD
| 発売日        | 管理番号     | メーカー           | 型番      | 定価（税抜） | 備考                                                           |
| ------------- | ------------ | ------------------ | --------- | ------------ | -------------------------------------------------------------- |
| 1998年9月25日 | 122000854001 | バンダイビジュアル | BEAL-1287 | 36000円      | 特典CDにはヒロインのナレーションによる後日談が収録されている。 |

### DVD
| 発売日        | メーカー                                                   | 型番       | 定価（税抜） | 備考                                                                                             |
| ------------- | ---------------------------------------------------------- | ---------- | ------------ | ------------------------------------------------------------------------------------------------ |
| 2000年2月25日 | バンダイビジュアル                                         | BCBA-0375  | 24800円      | DVDメモリアルボックス、3枚組仕様。                                                               |
| 2004年9月14日 | メディア・ブラスターズ (アメリカ）（英語: Media Blasters） | AWDVD-0442 | 29.95ドル    | 北米版, 2枚組仕様。（1枚目に1～6話、2枚目に7～12話が収録されている。日本語音声、英語字幕付き。） |

### 書籍
- Dセレクション センチメンタルジャーニー 12都市12少女物語（メディアワークス、1998年10月発売、ISBN 978-4073098102） - 設定資料集。

## センチ20thプロジェクト
1998年にゲーム第1弾が発売されてから2018年で20周年を迎えたため「センチ20thプロジェクト」なる企画が行なわれている。これは予てより七瀬優役の西口有香が切望していた企画である。2017年11月にはプロジェクトの公式twitterが開設された。2018年7月20日には新宿ピカデリーにて当作が上映された（1回限り）。

### 備考
- オープニングナレーションで、島津冴子が「意味も無く眠れない夜がありますか？ふと、誰かの顔を想い浮かべる事がありますか？忘れられない想い出や、押さえ切れない気持ち。開けてください。12の切なさの扉を。」という台詞をナレーションで語っているが、この台詞には元となった台詞があり、島津によるナレーションが初出ではない。西口有香が演じる七瀬優が「センチメンタルグラフティ　オフィシャルファンクラブ　CD会報」VOL.4（トラック4）で語った「覚えていますか？私のこと。あの日のこと。そして、あの想い出を。意味も無く眠れない夜。ふと、想い浮かべるのは、あの人の笑顔。人は皆、自分の心の中に『想い出』という大切な部屋を持っています。切ない想いがいっぱい詰まった一通の手紙。その手紙が、扉を開ける鍵なのですから。開けてください。12の切なさの扉を。」のナレーションが初出である。これを部分的に切り取ってアレンジしたものが島津によるナレーションである。なお、西口演じる七瀬優が上述のナレーションを行った後にも牧島有希演じる保坂美由紀が同じくCD会報内のナレーションで同じ台詞のナレーションを行っている。
- 冒頭のオープニング映像で、七瀬優が乗車している列車の車窓を開けるシーンが在るが、七瀬優が乗車しているこの列車は外装の色調・デザインおよび車内の造りなどからキハ40系気動車であると考えられる。
- 本作品は12人のヒロインを各話の主人公としている作品である。そのため、ゲーム本編の主人公に当たる少年ではなく、各ヒロインの目線で物語が進むが、第3話「七瀬優 〜星降る夜の天使〜」編だけはゲストキャラである芹沢琴音の視点で物語が進むストーリー構成となっている。

## 演出・作画ミスについて
- 本作はヒロインがゲーム本編の主人公にあたる「少年」と再会する1年前、すなわちヒロインたちが高校2年生の時のストーリーである。しかし、第3話において、芹沢琴音に年齢を訊かれた七瀬優が16歳でなければならない時期であるにもかかわらず、「17です」と語るシーンがある。優の誕生日は12月18日であり、ペルセウス座流星群が観られる夏の時期は誕生日前[注 3]なので、学校を留年していないかぎり16歳でなければならない[9]。VHS版およびLD版などの特典として附属しているドラマCDは、アニメ本編のその後を描いたアフターストーリーであるが、アフターストーリーにおいて優が琴音との出逢いを振り返っているのは8月23日である。琴音と出逢った時期は少なくとも8月23日以前であるため、その年の誕生日はまだ迎えていない。以上のことから、アニメ本編の時期において優が17歳であることは有り得ない。
- 同じく第3話において、優・琴音が乗り込んだ列車は急行『きたぐに』であるが、新大阪駅に停車した際に列車のヘッドマークが寝台特急『はくつる』になっている。「はくつる」は上野 - 青森間を走る列車であり、新大阪駅に発着することは有り得ない。